# Francesco Coco
Francesco Coco (Paternò, 8. siječnja 1977.) je talijanski umirovljeni nogometaš i bivši nacionalni reprezentativac.

## Karijera

### Klupska karijera
Coco je nogometnu karijeru započeo u juniorima AC Milana dok je 1995. prebačen u seniorsku momčad. S klubom je 1996. i 1999. osvojio dva scudetta ali je bio i na posudbama u Vicenzi, Torinu i FC Barceloni.
2002. godine je u transfernoj razmjeni između Intera i AC Milana otišao u redove gradskog suparnika dok je Clarence Seedorf postao Milanov igrač. Francesco Coco je za Inter nastupao pet sezona a to razdoblje su mu obilježile ozljede. U jednom interviewu je izjavio da je klupsko vodstvo pogriješilo kad ga je u studenom 2003. poslalo na ponovljenu operaciju. Umjesto mjesec dana koliko je trebao trajati oporavak, Coco je izbivao s terena dvije godine.
Sezonu 2005./06. je proveo na posudbi u Livornu jer je odbijen njegov prelazak u engleski Newcastle United iako je za klub odigrao prijateljsku utakmicu protiv niželigaša Yeadinga. Tijekom ljeta 2006. Coco je odlučio pronaći novi klub ali kako su svi pregovori propali, Inter ga je ponovo poslao na posudbu, ovaj puta u Torino. Tijekom siječnja 2007. bio je na probi u Manchester Cityju ali nakon tri dana rečeno mu je da nije u planovima kluba. Kasnije su se engleski mediji raspisali o tome kako je City izgubio interes za Coca nakon što je ovaj zapalio cigaretu tijekom treninga.
Završetkom posudbenog roka Francesco Coco se vratio u matični Inter s kojim je obostrano razvrgnuo ugovor 7. rujna 2007.
Kasnije je Coco objavio prekid igračke karijere zbog želje da se bavi glumom iako su se pojavile glasine da su za njega zainteresirani MLS klubovi New York Red Bulls i New England Revolution.

### Reprezentativna karijera
Prije debija za seniorsku reprezentaciju, Francesco Coco je igrao za U18, U-21 i U-23 sastave dok je 2000. godine osvojio europski naslov s U21 selekcijom.
Za Italiju je debitirao 7. listopada 2000. u kvalifikacijskoj utakmici za SP 2002. protiv Rumunjske. Također, sudjelovao je na istom turniru te je do prekida reprezentativne karijere odigrao 17 utakmica u dresu Azzura.

## Privatni život
Coco je sudjelovao u TV showu L'Isola dei Famosi, talijanskoj celebrity inačici Survivora. Također, poznat je u talijanskoj društvenoj sceni dok je za knjigu "Mio marito è un calciatore" (hrv. Moj suprug je nogometaš) napisao predgovor.
Zajedno s ocem Antonijem posjedujem trgovine u kojima se prodaje odjeća njihove robne marke "Urban 77". Također, u lipnju 2011. je na svojem Twitter profilu objavio da radi kao trgovac nekretninama u Italiji.

## Osvojeni trofeji

### Klupski trofeji
| Klub        | Trofej       | Sezona / godina |
| Italija     | Italija      | Italija         |
| ----------- | ------------ | --------------- |
| AC Milan    | Scudetto     | 1995./96.       |
| AC Milan    | Scudetto     | 1998./99.       |
| Inter Milan | Coppa Italia | 2005.           |

### Reprezentativni trofeji
| Turnir                       | Trofej |
| ---------------------------- | ------ |
| Mediteranske igre 1997.      | Zlato  |
| Europsko U21 prvenstvo 2000. | Zlato  |

## Vanjske poveznice
- Transfermarkt.it